# Estreito de Tiquina

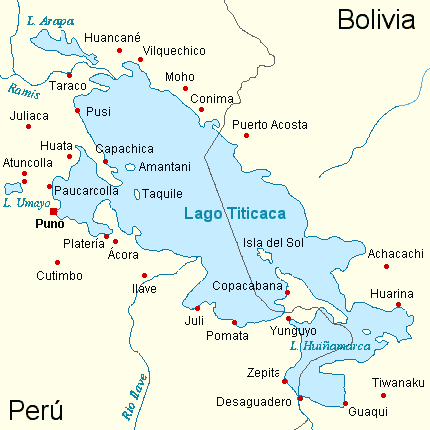
Localização do Estreito de Tiquina.

O estreito de Tiquina é a passagem que liga as partes maior e menor do Lago Titicaca, na Bolívia.